# Junipère
Frère Junipère (avant 1195, Assise - 29 janvier 1258, Rome) (en italien : Ginepro, en latin : Juniperus), parfois nommé Genièvre, en français, est un religieux, disciple de saint François d'Assise.

## Biographie
Peu de choses sont connues de la vie de Junipère avant sa rencontre avec saint François. Ludovico Jacobilli signale qu'il est né à Assise, probablement avant 1195.
Il ne fait pas partie des 12 premiers disciples de François, mais il est l'un des premiers à le rejoindre après l’acceptation de la première règle par le pape Innocent III. Luc de Wadding rapporte qu'il rejoint François après son retour, peu après Léon, Rufin et Massée quand la petite communauté des frères se fixe à la Portioncule à la fin de l'année 1210,. Les premiers frères réunis par saint François continuaient d'exercer leur métier après leur entrée dans l'ordre. Junipère devait avoir été cordonnier cal il possédait une alêne et s'en servait pour raccommoder les chaussures là où il passait.
Il est un des personnages les plus étonnants de l'entourage de saint François. Dès les premiers chroniqueurs, il est décrit « d'une humilité si profonde, et d'une simplicité si naïve, que le peuple ignorant le prenait pour un insensé ». François admirait sa vertu et disait « Mes frères, Dieu veuille que, de tels Genevriers, j'en ai une grande forêt » (allusion à la signification de son nom en italien). Saint François imaginait un frère idéal s'il « garde la foi du Bienheureux Bernard de Quintavalle, la simplicité et la pureté de frère Léon, le désintérêt de soi et l'humilité de frère Junipère, et la courtoisie de frère Ange »,.
Junipère assiste à la mort de Sainte Claire en 1253. À cette occasion, Thomas de Celano donne quelques indications sur la personnalité originale de Junipère : « Parmi [les frères venant visiter Claire avant sa mort], vint frère Junipère, l’excellent jongleur de Dieu, qui chantait souvent avec enthousiasme les paroles divines : en le voyant, elle fut saisie d'une nouvelle allégresse, et elle lui demanda s'il n'avait pas quelque chose de nouveau à lui dire sur Dieu. Junipère se mit alors à parler, et, de la fournaise de son cœur embrasé, les mots jaillissaient comme de brillantes étincelles : la vierge de Dieu en éprouva une grande consolation »
Il meurt le 29 janvier 1258 au couvent franciscain de l'Aracoeli qui avait été attribué aux Franciscains vers 1250. Junipère est enterré dans la basilique Santa Maria in Aracoeli à Rome,. Sa sépulture, réinstallée le 22 juin 1958, est visible dans une chapelle de la basilique.
Sa date liturgique est fixée au 4 janvier ou plus fréquemment au 29 janvier,, mais il n'a jamais été formellement béatifié.

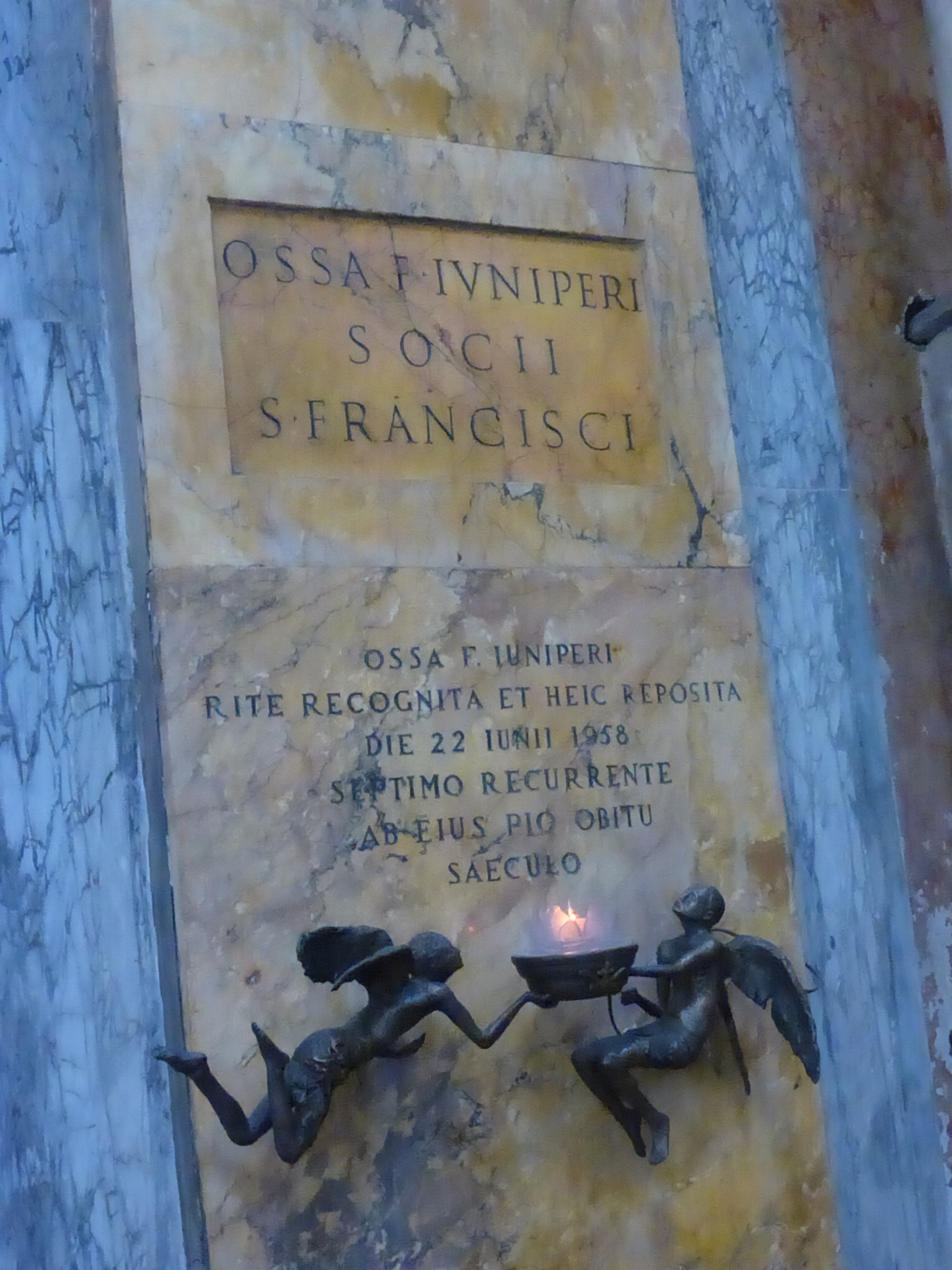
sépulture de Junipère dans la basilique Santa Maria in Aracoeli

## Épisodes de la vie de Junipère
Les savoureuses anecdotes concernant Junipère remplissent 14 chapitres d'un petit ouvrage médiéval écrit en italien (Vita di Frate Ginepro), dans le style des Fioretti, auquel il est souvent rattaché dans les éditions modernes. Les histoires y sont presque toujours drôles et frisant parfois l'absurde, rare exemple d'humour dans la littérature de cette époque. 
Dans l'anecdote la plus célèbre concernant Junipère, il s'occupe alors de l'infirmerie de la Portioncule à la demande de saint François. À un frère malade qui ne s'alimentait plus, Junipère demande ce qui lui ferait envie, « un pied de cochon » lui répond-il. Junipère prend alors un couteau et va couper sans hésiter le pied d'un cochon qui était aux environs, et rentre le préparer pour le malade. Le propriétaire du cochon vient alors bruyamment se plaindre auprès des frères. François comprend vite que le coupable est Junipère à qui il ordonne d'aller s'excuser auprès du propriétaire. Junipère est convaincu d'avoir fait une bonne action pour soigner le frère mais obéit. Le propriétaire ne veut pourtant rien entendre et continue d'injurier Junipère, menaçant de le battre. Pourtant, à force de redoubler de candeur et de demander sans renoncer le pardon du propriétaire, celui-ci finit par céder et même donner tout le cochon à la communauté en leur demandant même de prier pour lui et de s'excuser pour son emportement,.
Junipère distribuait ses biens avec une telle générosité aux mendiants qu'il lui arrivait de rentrer presque nu au couvent. Le gardien de l'ordre dût prendre des mesures et lui interdit de donner désormais ce qui lui appartenait. Rencontrant plus tard un mendiant qui lui demandait la charité, Junipère répondit « Hélas ! je n'ai rien que ma tunique, et mon Gardien m'a défendu d'en donner la moindre partie. Cependant, si vous voulez la prendre vous-même, je ne vous empêcherai pas. » Ce que fit le mendiant, laissant une nouvelle fois rentrer Junipère nu au couvent,.
Ces libéralités prirent de telles proportions que junipère donnait parfois les objets du couvent, ne comprenant pas qu'on ne pouvait les utiliser pour aider les pauvres. Il détacha un jour de précieuses clochettes d'argent de l'autel pour les donner à une pauvre femme qui lui demandait l’aumône. Quand les frères virent que les clochettes manquaient, ils pensèrent aussitôt à Junipère, qui avoua et répondit : « Ne vous inquiétez pas au sujet des clochettes du lustre, je les ai données à une pauvre femme qui en avait grand besoin ; d'ailleurs, elles n'étaient là d'aucune utilité, ce n'était qu'un ornement pompeux et mondain. » Le supérieur sermonna lourdement Junipère devant toute la communauté. Ces remontrances ne servirent qu'à remplir de joie l'humble Junipère. Plus tard dans la nuit, il cuisina un bouillon qu'il porta à son supérieur parce qu'il avait pitié de lui d'avoir beaucoup crié et forcé sa voix,. 
Près d'arriver à Rome, Junipère s'aperçut qu'une foule l'attendait, sa réputation de sainteté l'ayant précédé. Par humilité, il souhaita faire tourner en ridicule cette prétention. Devant la foule assemblée, il se mit à jouer à la balançoire avec des enfants. Au bout de quelque temps, les badauds se lassèrent et pensèrent qu'il n'était en fait qu'un benêt. Ravi de son résultat, Junipère put alors rejoindre le couvent des frères mineurs en toute sérénité et humilité,.

## Le bouffon de Dieu
Alexandre Masseron disait que « Junipère est le "pince-sans-rire" de la première génération franciscaine ; il tient une place de choix parmi les saints humoristes ».. 
Paul Sabatier rapporte que les écrivains officiels ont essayé de cacher cet « indiscret personnage, fort encombrant devant les laïques pour le bon renom de l'Ordre ». Pour expliquer les outrances du personnage, on essaya d'invoquer la conséquence d'un traumatisme crânien, on imagina même, en dépit des preuves historiques, qu'il ne fut qu'un personnage de fiction. Selon Paul Sabatier pourtant, Junipère restitue la folle et joyeuse inspiration divine qui animait les premiers disciples : « Junipère était sans doute moins fou que ce récit ne le ferait supposer : l'humilité franciscaine n'eut jamais de plus sincère disciple ; il ne pouvait souffrir les marques d'admiration que les populations prodiguèrent bientôt à l'Ordre naissant et qui par leur excès contribuèrent si fort à sa décadence. ». Paul Sabatier affirme d'ailleurs que « certainement saint François ressemblait plus à Junipère qu'à frère Élie ou Saint Bonaventure », (les sévères premiers dirigeants de l'Ordre franciscain. Derrière l'apparente stupidité et les outrances du comportement de Junipère, Alexandre Masseron a lui aussi suggéré qu'il fallait y voir plus que de simples bouffonneries, notamment une critique de l'autorité, de la tentation du confort et de la propriété. Cette lecture s'inscrit parfaitement dans la violente querelle au sein des Franciscains entre les Spirituels et la Communauté.
Il a été surnommé le « Jongleur de Dieu » ou encore le « bouffon de Dieu (egregius joculator Domini) »
Junipère reste souvent une personnalité particulièrement attachante pour les amateurs des Fioretti et des premiers suiveurs de saint François : « il faut savoir gré aux Fioretti de nous avoir conservé cette physionomie si gaie, si modeste et d'une bonhommie parfois si malicieuse ». Quand Roberto Rossellini voudra filmer les Fioretti, il alternera les scènes mettant en scène saint François et d'autres avec Junipère, afin de retrouver l'esprit de fraiche candeur des premiers temps.

## Hommage
- Une chapelle (Cappella di Fra Ginepro, 42° 50′ 54″ N, 12° 18′ 54″ E) lui est consacrée à Ripalvella (it), un hameau de la commune de San Venanzo.
- Saint Junípero Serra a choisi son nom en religion en hommage à frère Junipère[29].

## Junipère dans les arts
- Il apparait dans le poème Fraa Zenever (1813) de Carlo Porta[15].
- Bartolomé Esteban Murillo a peint vers 1646 la scène de Junipère donnant sa tunique au mendiant pour le couvent franciscain de Séville. Le tableau est conservé au musée du Louvre sous le nom de Saint Junípero et le pauvre, visible dans la salle 718[31].
- Les Onze Fioretti de François d'Assise, (Francesco, giullare di Dio), film italien réalisé par Roberto Rossellini, sorti en 1950. Frère Ginepro (Junipère) y est joué par Severino Pisacane, un authentique frère franciscain.
- Junipère a été l'inspiration d'une bande-dessinée comique américaine Brother Juniper, créé par le frère franciscain Fred McCarthy (en) et publiée en strip de 1958 à 1989[32].
- Références multiples dans la série Black Mirror.